# Madisonville (Texas)
Madisonville is een plaats (city) in de Amerikaanse staat Texas, en valt bestuurlijk gezien onder Madison County.

## Demografie
Bij de volkstelling in 2000 werd het aantal inwoners vastgesteld op 4159.
In 2006 is het aantal inwoners door het United States Census Bureau geschat op 4326, een stijging van 167 (4.0%).

## Geografie
Volgens het United States Census Bureau beslaat de plaats een oppervlakte van
11,1 km², waarvan 10,7 km² land en 0,4 km² water. Madisonville ligt op ongeveer 76 m boven zeeniveau.

## Plaatsen in de nabije omgeving
De onderstaande figuur toont nabijgelegen plaatsen in een straal van 36 km rond Madisonville.